# Freibad Empelde

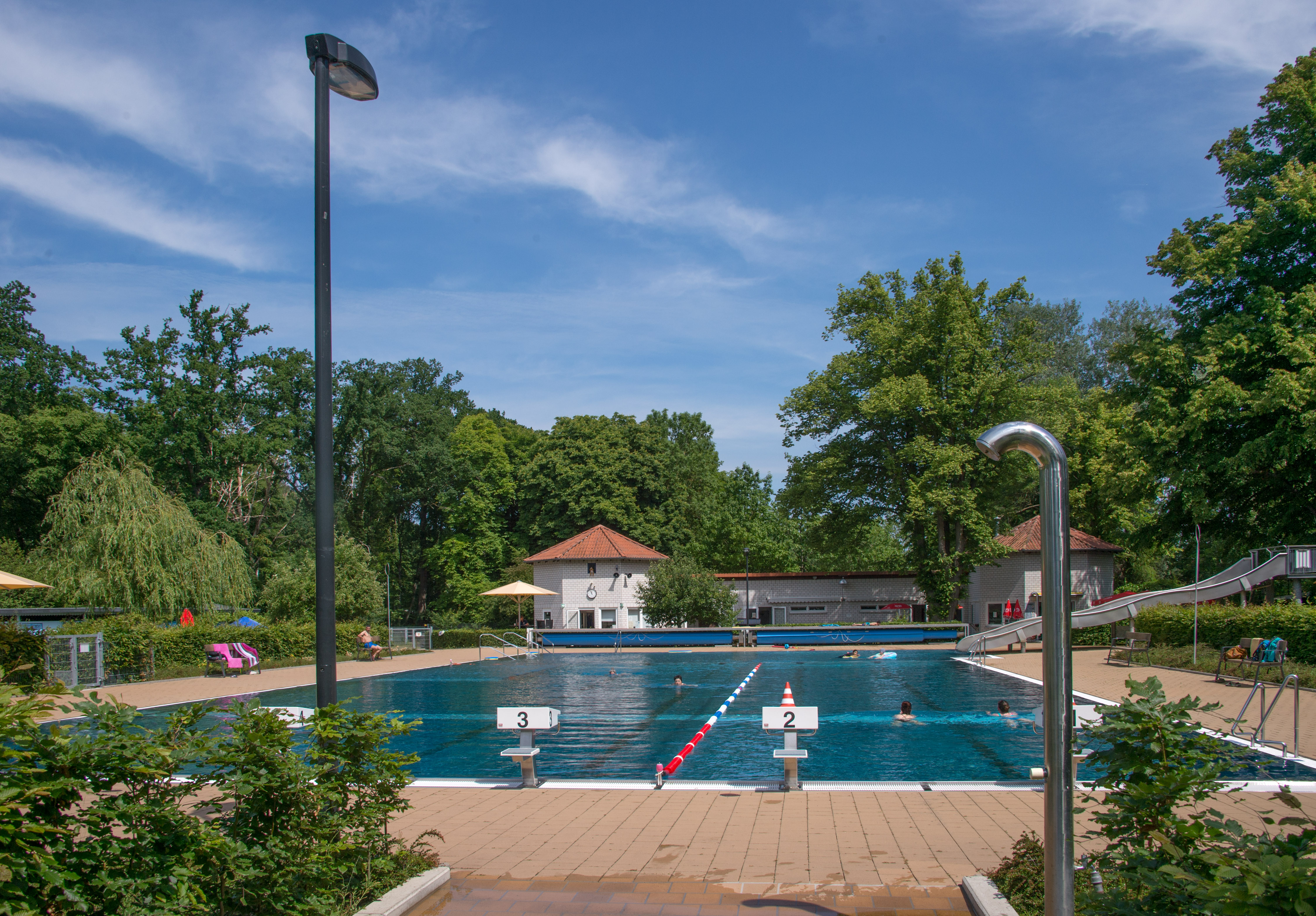
Schwimmerbecken im Freibad Empelde

Das Freibad Empelde entstand in den 1930er Jahren im Ronnenberger Stadtteil Empelde in Verbindung mit dem Kaliwerk Hansa.
In den 1930er Jahren wurde ein Wasserrückhaltebecken des Kaliwerkes Hansa in Empelde zu einem Freibad umgebaut. Die Bergleute konnten sich hier nach der Arbeit erholen und erfrischen.
1967 übergab der Bergwerksbetreiber Hansa das Freibad an die Gemeinde Empelde. Teile des alten Freibads wie die Holzumkleiden sind bis heute erhalten geblieben. Umkleiden, Kiosk und Schwimmmeisterräume wurden vollständig erneuert. 2017 brachte die Stadt Ronnenberg das Bad im Rahmen einer Komplettsanierung technisch auf den neusten Stadt.
Das Freibad Empelde hat ein beheiztes Schwimmer-/Nichtschwimmerbecken (24 °C) und ein Kinderplanschbecken; weiterhin eine große Liegewiese, Rutsche, Startblöcke, Basketballanlage, Volleyballfeld, Tischtennisplatten und einen Kinderspielplatz.
Das Bad ist von Mai bis September geöffnet.

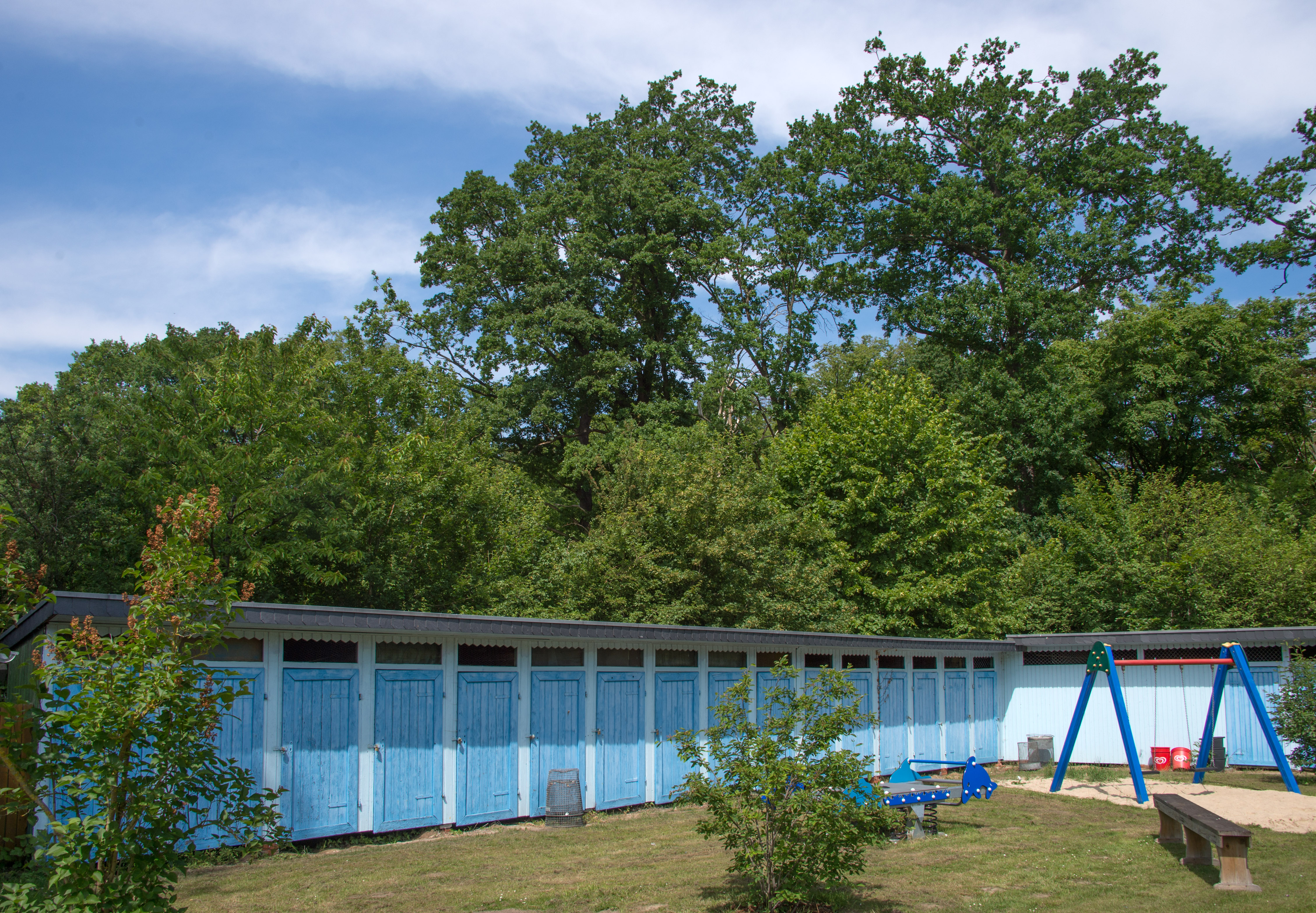
Holzumkleiden aus der Frühzeit des Bades
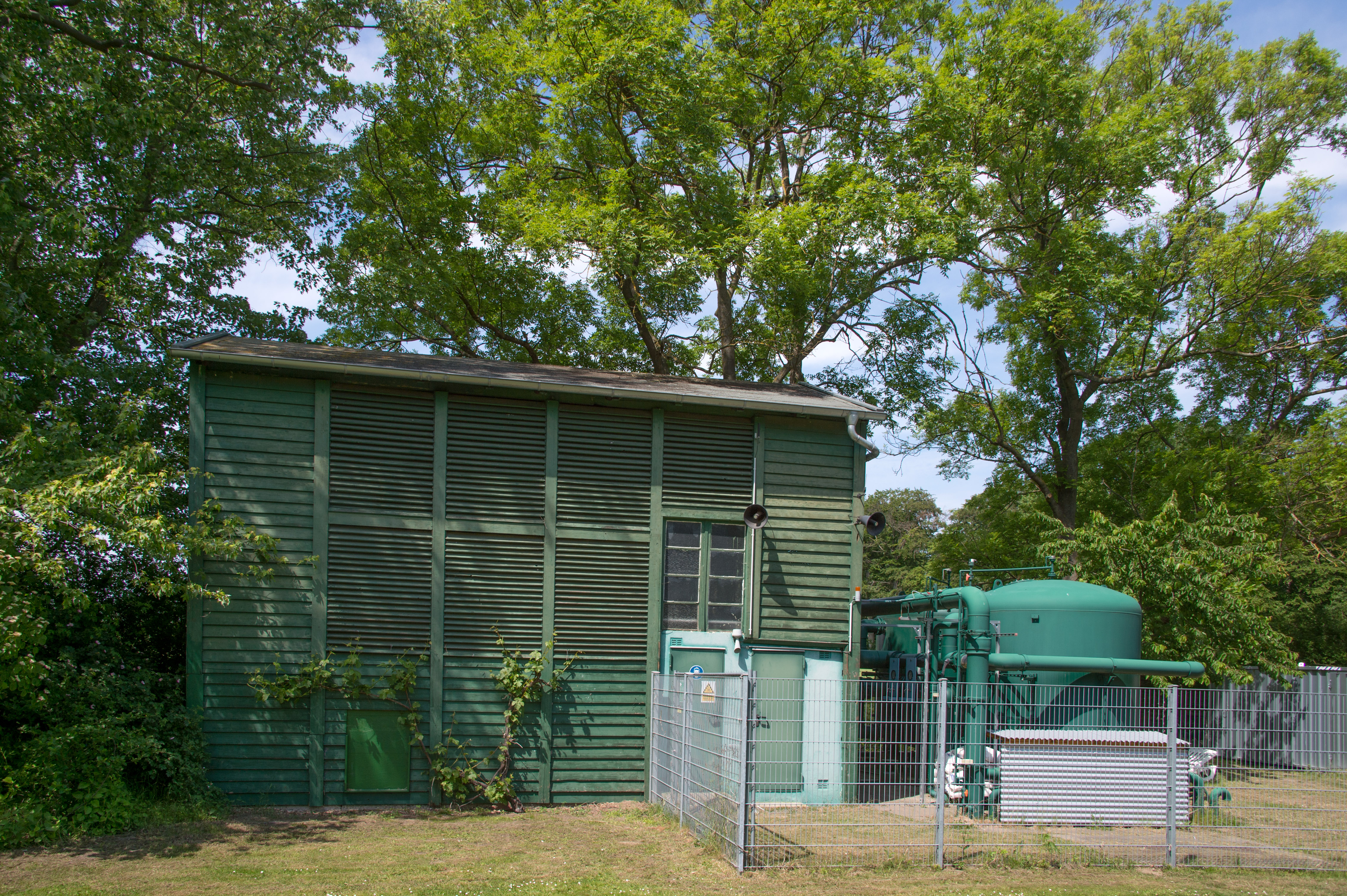
Wasseraufbereitung

## Weblink
- Freibad Empelde

Koordinaten: 52° 20′ 32,4″ N, 9° 39′ 2,4″ O